# Georg Harro Schaeff-Scheefen
Georg Harro Schaeff-Scheefen (* 12. Februar 1903 in Ansbach; † 20. Mai 1984 in Kirchberg an der Jagst) war Schriftsteller, Heimatdichter, Publizist und Gründungsvorsitzender des Autorenverbandes Franken.

## Leben und Wirken
1903 als Georg Schäff in Ansbach geboren, wuchs der Sohn eines Schankwirts in engen Familienverhältnissen auf. Die Realschule verließ Schaeff-Scheefen vorzeitig, um als Kanzleigehilfe zu arbeiten, später als Buchhalter bei einem örtlichen Holzgroßhändler. Der Ansbacher Justizrat Dr. Adolf Bayer (1876–1962), ein bekannter Heimatforscher, hatte den jungen Kanzleigehilfen mit seiner Passion für fränkische Geschichte angesteckt. Schaeff-Scheefen trat dem Christlichen Verein Junger Männer (CVJM) bei und schloss sich während des Ersten Weltkriegs der Wandervogelbewegung an.
1923 zog Schaeff-Scheefen nach Würzburg mit der Absicht, sich als Schriftsteller etablieren, wobei er sein Einkommen vor allem durch umfangreiche Vortragstätigkeit bestritt. Daneben war er als Firmenberater tätig. Kurze Zeit später zog er nach Kitzingen um, wo er Caroline Osberger (1904–1997), seine spätere Ehefrau, kennenlernte. Nachdem Schaeff-Scheefens sich zunächst vergeblich um Aufträge für Rundfunksender bemüht hatte, konnte er ab 1934 beim Studio Nürnberg des Reichssenders München regelmäßig Funkvorträge zu landeskundlichen Themen und Lesungen fränkischer Dichter halten. 1934 war Schaeff-Scheefen maßgeblich an der Gründung der Würzburger Max-Dauthendey-Gesellschaft beteiligt; sein Versuch, eine Vereinigung fränkischer Schriftsteller zu gründen, blieb vorerst allerdings erfolglos. Er schreibt Kurzgeschichten und Hörspiele, heimatgeschichtliche Zeitschriftenbeiträge und gibt zwei Bändchen über unbekannte junge fränkische Dichtung heraus (1934/1937).
Der finanzielle Ertrag seiner schriftstellerischen Unternehmungen ging seit Mitte der 1930er Jahre zurück; Schaeff-Scheefen kam aus der Mode, und seinen Bemühungen, sich dem Ton der neuen Machthaber anzupassen, war kein Erfolg beschieden, so dass er auf das Einkommen seiner Lebensgefährtin angewiesen war, die in Würzburg als Lehrerin arbeitete. 1935 zog das Paar nach Kirchberg an der Jagst, wo es eine Hütte am Waldrand erwerben konnte, die zu einem bescheidenen Sommerhäuschen umgebaut wurde. Nach Kriegsdienst und Gefangenschaft nahm Schaeff-Scheefen seit 1951 seine Vortragstätigkeit als Dozent an Volkshochschulen und Volksbildungswerken wieder auf. Seit 1958 war er Leiter des Volksbildungswerkes an seinem Wohnort Kirchberg. Parallel übernahm er die Schriftleitung des Holstein-Verlages in Rothenburg ob der Tauber und schrieb für das Hohenloher Tagblatt. Aus dem von Schaeff-Scheefen initiierten Fränkischen Autorenkreis entstand 1964 in Würzburg der Verband Fränkischer Schriftsteller mit Schaeff-Scheefen als Gründungsvorsitzendem.
Mit seinen Anthologien fränkischer Dichter, seinen Städteführern und den zahllosen heimatkundlichen Artikeln wurde Schaeff-Scheefen in der Nachkriegszeit zu einer Institution für die regionale Kunst- und Kulturgeschichte. Mit vielen Preisen geehrt und dem Bundesverdienstkreuz ausgezeichnet, wurde der Schriftsteller 1983 auch an seinem Wohnort Kirchberg gewürdigt, indem er und seine Frau Caroline, die dort als Schulleiterin tätig war, für ihre Verdienste zu Ehrenbürgern ernannt wurden. Seinen Nachlass vermachte das Ehepaar noch zu Lebzeiten dem Sandelschen Museum in der ehemaligen Kirchberger Lateinschule.

## Werkauswahl
- Geliebtes Franken. Aufsatzsammlung, Bergatreute: Eppe, 1990
- Erlebnis und Deutung. Vier Altäre des Tilman Riemenschneider, Rothenburg ob der Tauber: Peter, 1959
- Das bunte Tal. Wanderungen im Taubergrund von Rothenburg ob der Tauber bis Wertheim, Rothenburg ob der Tauber: Peter, 1953
- Liebesfahrt im Taubergrund, Rothenburg ob der Tauber: Peter, o. J. (1950)
- Das Sommerhaus, Rothenburg ob der Tauber: Peter, 1941
- Geliebte in Franken, Rothenburg : Peter, 1940
- Heinrich Toppler. Fragen um den großen Bürgermeister von Rothenburg ob der Tauber, Nürnberg : Spindler, 1937
- Ruf aus dem Kreis, Würzburg : Triltsch, 1936
- Trommler und Heiliger. Ein Vorspiel zur deutschen Bauernbefreiung, Würzburg : Triltsch, 1936
- Die Unbekannten. Junge fränkische Dichtung, 2 Bände, Nürnberg: Spindler, 1934/1937
- Stadtführer zu Bad Mergentheim, Dinkelsbühl, Nördlingen, Schwäbisch Hall am Kocher und Wertheim

## Nachlass
Neben Teilnachlässen in der Universitätsbibliothek Würzburg und der Stadtbibliothek Nürnberg findet sich der umfangreichste Bestand aus dem Besitz der Witwe Schaef-Scheefens im Sandelschen Museum in Kirchberg an der Jagst. In den Jahren 2018/19 wurden Teile des Kirchberger Nachlasses von Dietrich Gonser und Heinrich Eppe verzeichnet.